# Chemischer Produktionsverbund
Ein chemischer Produktionsverbund ist allgemein durch geschlossene Stoff- und Energiekreisläufe charakterisiert, indem Produktionsbetriebe, Rohstoffe, chemische Produkte,
Energie- und Abfallströme, Logistik und Infrastruktur miteinander vernetzt sind. Wenn der Produktionsverbund mehrere Unternehmen am gleichen Standort umfasst, spricht man auch von einem Chemiepark bzw. Industriepark.

## Vorteile
Der chemische Produktionsverbund weist im Sinne einer nachhaltigen Produktion (Cleaner Production) verschiedene allgemeine Vorteile auf:
- vereinfachte Logistik:  Ein Netz von Rohrleitungen verbindet Produktionsanlagen und stellt schnelle, sichere und umweltfreundliche Transportwege für Rohstoffe und Energieträger (statt einem Transport per Bahn oder LKW) dar. Kosten, Aufwand und Risiko für Transport, Umschlag und Lagerung sind reduziert. Wegen Wegfall oder Begrenzung von Zwischenproduktlagern können auch kritische Chemikalien mit vertretbarem Risiko verarbeitet werden.

- die Bündelung von Nachfrage ermöglicht wirtschaftlichere Betriebsgrößen („economy of scale“).

- erhöhte Wertschöpfungstiefe: durch vertikale Verknüpfung von Produktionsanlagen entstehen effiziente Wertschöpfungsketten (von Grundchemikalien über Zwischenprodukte bis zu hoch veredelten Produkten)

- verminderte Rohstoffabhängigkeit: durch Rückwärtsintegration ist diese auf einige wenige Schlüsselrohstoffe beschränkt.

- Verwertung von Kuppelprodukten: Nebenprodukte / Kuppelprodukte aus einem Produktionsprozess können im Produktionsverbund in einer anderen Produktionsanlage als Rohstoff verwertet werden. Dies ermöglicht eine Reduktion von Abfällen, schafft eine zusätzliche Wertschöpfung bzw. eine Reduktion der Produktionskosten („economies of scope“).

- Zusammenschluss der Produktionsbetriebe in einem Energieverbund: die Nutzung der in einer Produktionsanlage entstehenden Abwärme / Abfallenergie zur Produktion in einem Nachbarbetrieb bzw. die kalorische Verwertung (Verbrennung) nicht chemisch-nutzbarer Abfallstoffe zur Prozess-Dampfproduktion ermöglicht einen reduzierten Verbrauch an fossilen Brennstoffen und elektrischer Energie.

## Beispiele
BASF betreibt Produktionsverbunde an diversen Standorten in Europa, Asien und USA. Im Zentrum steht dabei jeweils ein Steamcracker, welcher wichtige Vorprodukte (Ethen, Propen, Butadien und Wasserstoff) für Kunststoffe, Lacke, Lösemittel, Pflanzenschutzmittel, Vitamine und vieles mehr produziert.
Der Produktionsverbund im Chemiepark Bitterfeld-Wolfen (D) umfasst mehrere Firmen und basiert auf den Kuppelprodukten (Chlor, Natronlauge und Wasserstoff) einer Chloralkali-Elektrolyse-Anlage.
LONZA betreibt in Visp (CH) integrierte Produktionsstrukturen mit einem Acetylen/Ethylen-Cracker im Zentrum und ein Netzwerk von kontinuierlich-betriebenen
Monoproduktanlagen. Die im Verbund anfallenden Zwischenprodukte stellen dabei Rohstoffe für höherwertige Produkte (Vitamine, Agrochemikalien) dar.
Die Wacker Chemie hat jüngst am Produktionsstandort Burghausen ihren Keten-Verbund ausgebaut.